# (38423) Jeokjungchogye
Pour les articles homonymes, voir Jeokjung-Chogye.
(38423) Jeokjungchogye est un objet de la ceinture principale d'astéroïdes extérieure de 8,738 km de diamètre découvert en 1999.

## Description
(38423) Jeokjungchogye a été découvert le 5 septembre 1999 à la Station Catalina, un observatoire astronomique situé dans les Monts Santa Catalina à environ 29 kilomètres au nord-est de Tucson dans l'Arizona, par le projet Catalina Sky Survey.

### Caractéristiques orbitales
L'orbite de cet astéroïde est caractérisée par un demi-grand axe de 3,20 ua, un périhélie de 2,97 ua, une excentricité de 0,07 et une inclinaison de 21,58° par rapport à l'écliptique. Du fait de ces caractéristiques, à savoir un demi-grand axe entre 3,2 et 4,6 ua, il est classé, selon la JPL Small-Body Database, comme objet de la ceinture principale d'astéroïdes extérieure.

### Caractéristiques physiques
(38423) Jeokjungchogye a une magnitude absolue (H) de 14,1 et un albédo estimé à 0,064, ce qui permet de calculer un diamètre de 8,738 km. Ces résultats ont été obtenus grâce aux observations du Wide-Field Infrared Survey Explorer (WISE), un télescope spatial américain mis en orbite en 2009 et observant l'ensemble du ciel dans l'infrarouge, et publiés en 2011 dans un article présentant les premiers résultats concernant les astéroïdes de la ceinture principale.